# Darious Moten
Darious Moten (ur. 9 sierpnia 1992 w Bowdon) – amerykański koszykarz, występujący na pozycjach rzucającego obrońcy lub niskiego skrzydłowego, aktualnie zawodnik Trefla Sopot.
Był zawodnikiem fińskiego klubu Espoo United.
2 marca 2020 dołączył do Trefla Sopot.

## Osiągnięcia
Stan na 13 lutego 2021, na podstawie, o ile nie zaznaczono inaczej.
NCAA
- Uczestnik II rundy turnieju NCAA (2014)
- Mistrz:
  - turnieju konferencji Atlantic Sun (2014)
  - sezonu regularnego Atlantic Sun (2013, 2014)
- Zaliczony do I składu:
  - A-Sun (2015)
  - A-Sun All-Academic (2011)

Drużynowe
- Brązowa medalistka mistrzostw Danii (2017)

Indywidualne
- Uczestnik konkursu wsadów EBL, rozegranego podczas Pucharu Polski (2021 – 3. miejsce)[4]